# Mário Felgueiras
Mário Jorge Quintas Felgueiras (ur. 12 grudnia, 1986 we Viana do Castelo) – portugalski piłkarz występujący na pozycji bramkarza. Mierzy 187 cm wzrostu. Jest wychowankiem lizbońskiego Sportingu. Od 2018 roku gra w Anarthosisie. Był członkiem reprezentacji Portugalii U-17, U-19, U-20 oraz U-21.